# Meg Myers
Meg Myers (née Janice Sue Meghan Myers le 6 octobre 1986) est une auteure-compositrice-interprète américaine, basée à Los Angeles.

## Biographie

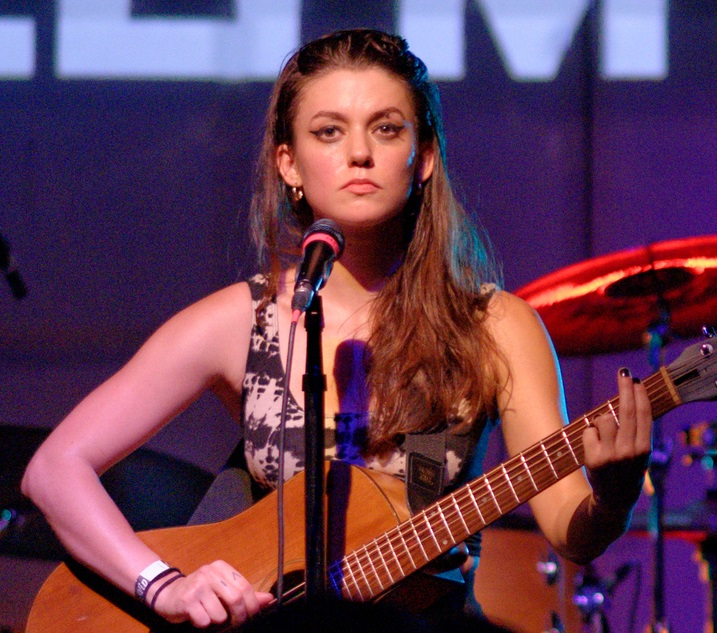
Myers en 2014

Née à Nashville, Myers passe les cinq premières années de sa vie à Monts Great Smoky, où elle est élevée par des parents témoins de Jéhovah. Après le divorce de ses parents, elle déménage avec sa mère et son beau-père en Ohio. À l'âge de 12 ans, elle déménage à nouveau, cette fois en Floride, où elle passera le reste de son adolescence. Au cours de cette période, Myers commence à chanter, à écrire des chansons et à apprendre à jouer de certains instruments de musique. Avec son frère, elle fonde le groupe Feeling Numb.
À l'approche de son vingtième anniversaire, Myers décide de déménager à Los Angeles pour y poursuivre une carrière en musique. Elle y rencontre Doctor Rosen Rosen, producteur avec qui elle écrit des chansons et sort un premier album, Sorry (en), en septembre 2015.
Le 20 juillet 2018, Myers lance un deuxième album, Take Me to the Disco, sous le label new-yorkais 300 Entertainment,. Le 24 mars 2023, elle sort son troisième album, TZIA, produit principalement par Thomas Powers et Andy D. Park.

## Discographie

### Albums
| Titre                | notes                                                                                                 | position au palmarès | position au palmarès | position au palmarès | position au palmarès | position au palmarès |
| Titre                | notes                                                                                                 | US                   | US Alt.              | US Rock              | US Album             | US Digital           |
| -------------------- | --- | -------------------- | -------------------- | -------------------- | -------------------- | -------------------- |
| Sorry (en)           | - Lancement : 18 septembre 2015 - Label : Atlantic - Formats : LP, CD, téléchargement en ligne        | 79                   | 15                   | 21                   | 48                   | 24                   |
| Take Me to the Disco | - Lancement : 20 juillet 2018 - Label : 300 Entertainment - Formats : LP, CD, téléchargement en ligne | 182                  | 17                   | 40                   | 20                   | 10                   |
| TZIA                 | - Lancement : 24 mars 2023 - Label : Sumerian - Formats : LP, CD, téléchargement en ligne             | -                    | -                    | -                    | -                    | -                    |

### Singles

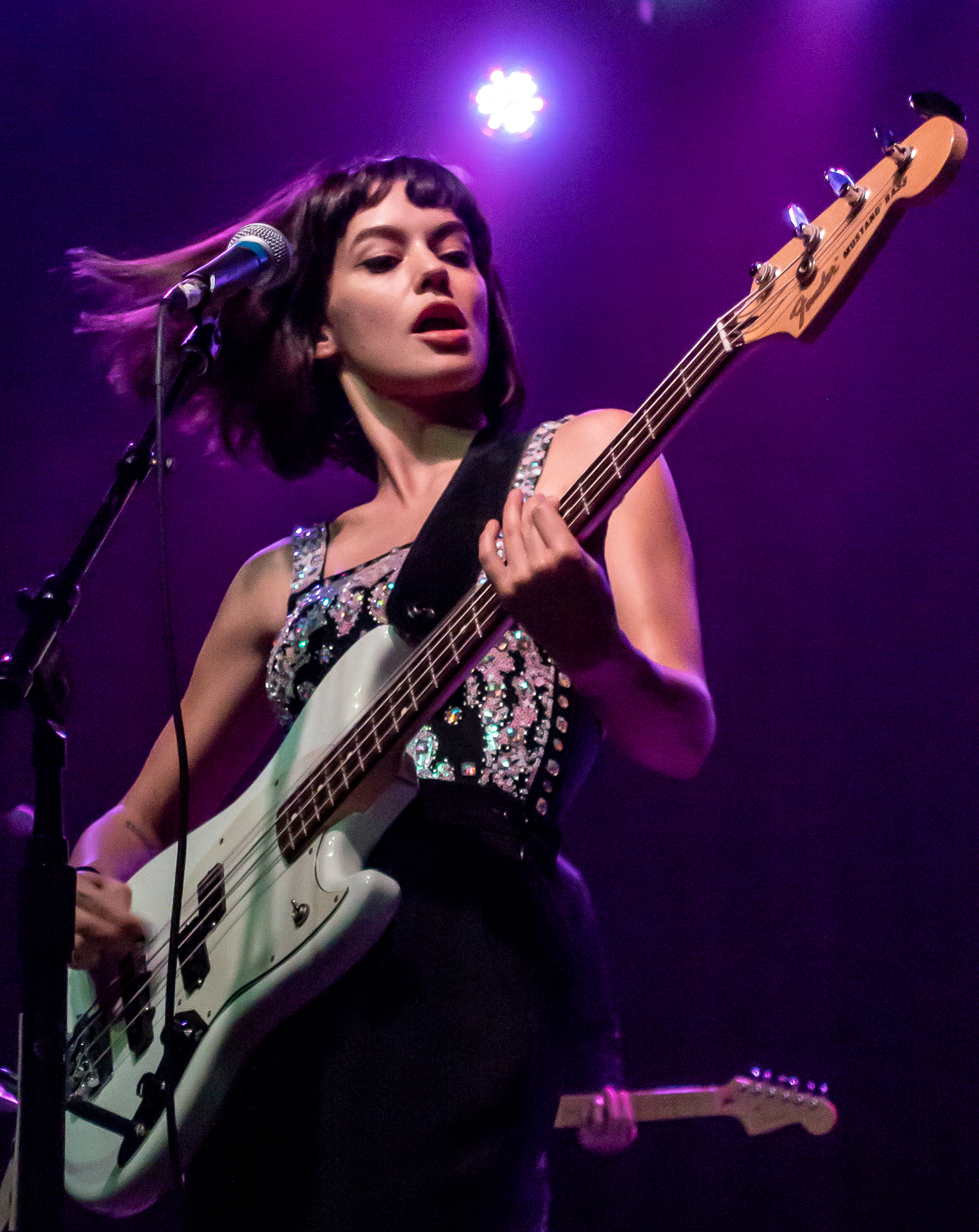
Myers en spectacle à lObservatory (Los Angeles, 2018).

| "Monster"                                                                  | 2011 | —  | —  | —  | —  | Daughter in the Choir |
| "Curbstomp"                                                                | 2012 | —  | —  | —  | —  | Daughter in the Choir |
| "Tennessee" (featuring Doctor Rosen)                                       | 2012 | —  | —  | —  | —  | Daughter in the Choir |
| "Heart Heart Head"                                                         | 2013 | —  | —  | —  | —  | Make a Shadow         |
| "Desire"                                                                   | 2013 | —  | 17 | 39 | —  | Make a Shadow         |
| "Sorry"                                                                    | 2015 | —  | 16 |    | —  | Sorry                 |
| "Lemon Eyes"                                                               | 2015 | —  | 23 |    | —  | Sorry                 |
| "Motel"                                                                    | 2016 | —  | —  | —  | —  | Sorry                 |
| "Numb"                                                                     | 2018 | —  | 32 | —  | —  | Take Me to the Disco  |
| "Running Up that Hill"                                                     | 2019 | 23 | 1  | 4  | 32 | Non-album single      |
| "—" souligne un single qui n'a pas été recensé ou lancé sur ce territoire. |      |    |    |    |    |                       |

## Dans la culture populaire
- La chanson "Monster" joue à la fin de la première saison de Banshee[16].
- "Curbstomp", ainsi que "Go", sont jouées dans les épisodes The Casket Girls et Alive and Kicking de la série télévisée The Originals.
- "Make a Shadow" joue dans la série télévisée Teen Wolf ainsi que dans American Satan.
- "Constant" est interprétée dans un épisode d'American Idol de mars 2019.
- "Desire" est utilisée dans la vidéo promotionnelle de la deuxième saison de Hanna.